# 十八烷
十八烷是一種有機化合物，一種化學式為C18H38的烷烴，室溫下為固體，可由1-十八烯或硬脂酸乙酯的催化加氢得到。

## 反应
十八烷在乙酰丙酮锰(III)存在下于200 °C被四氯化碳氯化，可以得到2-氯十八烷、少量的1-氯十八烷以及多氯代物。在吡啶催化下，它和磺酰氯在光照下反应，可以得到十八烷基磺酰氯。